# Crunomys fallax
Crunomys fallax је врста глодара из породице мишева (Muridae).

## Распрострањење
Ареал врсте је ограничен на једну државу. Филипинско острво Лузон је једино познато природно станиште врсте.

## Станиште
Станиште врсте су шуме.

## Угроженост
Подаци о распрострањености ове врсте су недовољни.